# 내일
내일(來日, 문화어: 래일)은 상대적 미래의 시간적 구성체이다. 오늘을 기준으로 그 다음에 오는 날을 가리키며 이 때 날짜의 변경은 자정이 넘는 시각이 기준이 된다. 원래 뜻이 좀 더 넓어져 "미래"를 비유적으로 나타내기도 한다. 한국어에서는 오늘을 중심으로 날짜를 나타내는 여러 말중에 내일이란 단어만이 유일하게도 한자어이며, 손목이 저술한 계림유사에 따르면 내일에 해당하는 단어로 轄載(할재)란 단어가 있어, 그 음가를 할제, 하제, 후제, 올제등으로 추정하고 있는 것으로 보인다. 일본어로는 명일(明日)을, 중국어로는 명천(明天, 병음으로 발음할 경우 밍톈/míng tiān)이라고 표기하며, 영어권에서는 투모로우(Tomorrow)라고 표기한다.

## 같이 보기
- 미래